# アマナズナ油
アマナズナ油(False flax oil)は、アマナズナに含まれる植物油である。アマナズナは、長い間ヨーロッパで栽培されており、その油は18世紀までランプ用に用いられていた。最近では、化粧品やスキンケア製品への利用が模索されている。ω-3脂肪酸を多く含み、調理に用いる文化もある。アメリカ合衆国では、アメリカ食品医薬品局はこの油をまだ人の消費用には認めていない。アマナズナは、セイヨウアブラナ等、油脂を生産する植物を多く含むアブラナ科に属する。1-3%のエルカ酸を含む。
種子の重量の約37%の油脂を含み、その脂肪酸組成は以下である。
| 組成         | 割合(%) | 分類     |
| ------------ | ------- | -------- |
| α-リノレン酸 | 35-42%  | 多不飽和 |
| オレイン酸   | 12-27%  | 一不飽和 |
| リノール酸   | 16-25%  | 多不飽和 |
| ガドレイン酸 | 9-17%   | 一不飽和 |
| パルミチン酸 | 3-8%    | 飽和     |
| ステアリン酸 | 2-3%    | 飽和     |